# Chinkilá
Chinkilá es una población del municipio de Cuzamá en el estado de Yucatán, México.

## Toponimia
El nombre (Chinkilá) proviene del idioma maya.

## Importancia histórica
Tuvo su esplendor durante la época del auge henequenero y emitió fichas de hacienda las cuales por su diseño son de interés para los numismáticos. Dichas fichas acreditan la hacienda como propiedad de Miguel Espinosa Rendón en 1889.

## Demografía
Según el censo de 2005 realizado por el INEGI, la población de la localidad era de 47 habitantes, de los cuales 20 eran hombres y 27 eran mujeres.
| 49                          | 47 |
| (Fuente: INEGI [Consultar]) |    |